# Punschtorte

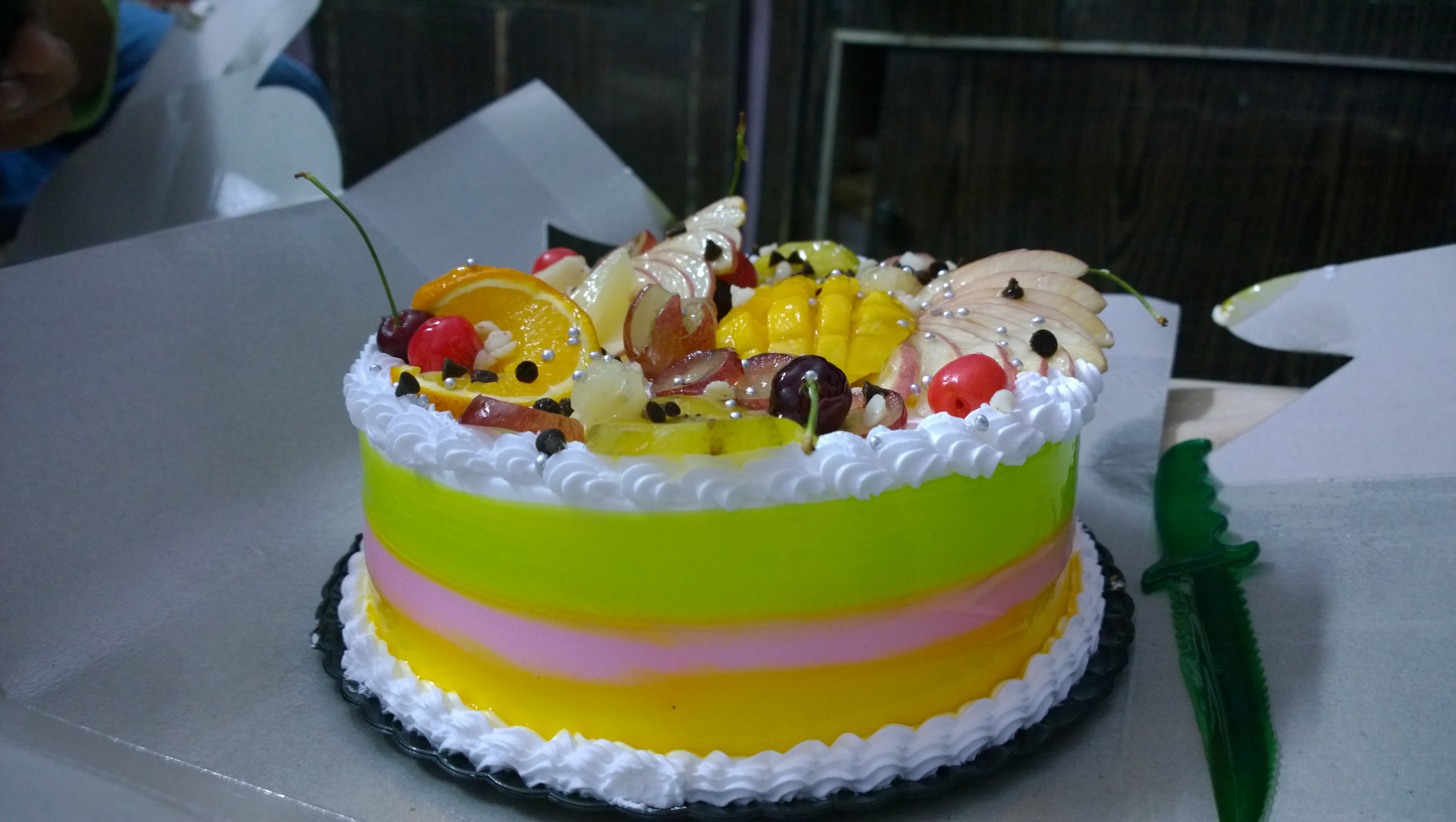
Punschtorte mit Früchten (englisch: Fruit Punch Cake)

Eine Punschtorte ist eine besonders süße Torte, die mit Rum aromatisiert ist. Sie wird mit einer Glasur überzogen und verziert. Der Name wurde vom gleichnamigen Getränk Punsch abgeleitet, das vor allem aus Rum besteht. Nach dem gleichen Prinzip werden auch Punschdesserts in Form von Schnitten hergestellt (z. B. Punschkrapfen).
Punschtorten können in deutschsprachigen Kochbüchern des 19. Jahrhunderts nachgewiesen werden, auch als punch cake (englisch für Punschtorte) bei Jules Gouffé, als  außer Rum auch Curacao oder Arrak geschmacksbestimmende Zutaten waren.

## Herstellungsarten
Für Punschtorten wird ein Wiener Boden zwei- bis dreimal auseinandergeschnitten (was drei bis vier Tortenbodenscheiben ergibt), für Punschdesserts werden Biskuitkapseln (viereckige Biskuitplatten) verwendet. Die Böden bzw. die Kapseln werden mit Rumtränke getränkt, anschließend gefüllt, glasiert und dekoriert (z. B. mit Schokoladendekor und Belegkirschen). Die mit Füllung zusammengesetzten Kapseln können für Desserts rechteckig oder trapezförmig geschnitten werden.

### Punschfüllungen
In Deutschland wird für die Punschfüllung Aprikosenkonfitüre mit Rum glattgerührt und damit die Tortenböden bzw. Kapseln dünn eingestrichen. In Österreich wird ein Boden für die Punschfülle in Würfel geschnitten, mit Schokolade- oder Nussmasse, Rum und Zuckersirup vermengt, dann zwischen zwei Böden eingefüllt. Die Torten bzw. Desserts werden außen aprikotiert und teils die Oberfläche mit dünnem Marzipanüberzug bedeckt, bevor sie glasiert und dekoriert werden.

### Punschglasuren
Punschtorten werden unterschiedlich glasiert: In Deutschland ist eine weiße Fondant-Glasur üblich, in Österreich wird die Punschglasur rosa eingefärbt und mit Rum abgeschmeckt.